# ورونیکای قدیس
ورونیکای قدیس (به انگلیسی: Saint Veronica) یا برنیکه زنی اهل اورشلیم بود که در سدهٔ ۱ پس از میلاد مسیح زندگی می‌کرد. او قدیسی مشهور در بسیاری از کشورهای متدین مسیحی است و مطابق آکتا سانکتوروم عید مخصوص به خود را در روز ۱۲ ژوئیه دارد، اما پژوهشگر و صاحب‌نظر یسوعی آلمانی «یوزف براون» معتقد است که روز خاص او «فِـستی ماریانی» در ۱۳ ژانویه است.
طبق سنت کلیسا، ورونیکا با دیدن عیسی که صلیب را به جُلجُتا حمل می‌کند، متأثر شد و روبندهٔ خود را به او داد تا بتواند پیشانی‌اش را پاک کند. عیسی این پیشنهاد را پذیرفت و هنگامی که آنرا پس داد، تصویر صورتش به‌طور معجزه‌آسایی بر روی آن نقش بسته بود. یادگار مقدس حاصل امروزه به عنوان پرده ورونیکا شناخته می‌شود.
بسیاری از کلیساهای کاتولیک انگلیکان و کلیساهای ارتدکس غربی، داستان ورونیکا را در ششمین توقف‌گاه صلیب گرامی می‌دارند.